# عبد النور إدريس
عبد النور إدريس هو كاتب، وباحث في السوسيولوجيا، وناقد، وأستاذ مغربي من مواليد مكناس.

## سيرة ذاتية
ولد عبد النور إدريس في 28 مارس 1960م بمدينة مكناس المغربية، وحصل على الإجازة في الفلسفة وعلم النفس وعلم الاجتماع، تخصص علم الاجتماع، من كلية الآداب والعلوم الإنسانية بجامعة سيدي محمد بن عبد الله في فاس، وعلى دبلوم الدراسات العليا المعمقة في الآداب بكلية الآداب والعلوم الإنسانية في مكناس من جامعة المولى إسماعيل، وعلى الدكتوراه في الآداب من نفس الكلية. وهو عضو اتحاد كتاب المغرب، واتحاد كتاب الانترنت العرب، وعضو سابق في الهيأة الإدارية لاتحاد كتاب الانترنت العرب، ورئيس بيت الأدب المغربي، ومدير ورئيس تحرير مجلة دفاتر الاختلاف الوطنية الثقافية الفكرية.

## أعماله
- «الكتابة النسائية..حفرية في الأنساق الدالة..الأنوثة..الجسد..الهوية»، مكناس شتنبر 2004م.[4]
- «الرواية النسائية والواقع بين سوسيولوجية الأدب ونظرية التلقي»، مطبعة سجلماسة مكناس 2005م.
- «ميثولوجيا المحظور وآليات الخطاب الديني - المرأة بين السياق والتأويل» عن دار دفاتر الاختلاف للنشر، في مكناس عام 2005م.
- «دلالات الجسد الأنثوي في السرد النسائي العربي»، عن دار دفاتر الاختلاف للنشر، مطبعة سجلماسة، مكناس، عام 2006م.
- «ورثة الانتظار» (مجموعة قصصية)، عن دار دفاتر الإختلاف للنشر، في مكناس عام 2007م.
- «تمزقات عشق رقمي» تشظيات شعرية، عن دار دفاتر الإختلاف للنشر، في مكناس عام 2007م.
- «سوسيولوجيا التمايز: ظاهرة الهدر الدراسي بالمغرب»، عن سلسلة دفاتر الإختلاف، مطبعة سجلماسة، مكناس، الطبعة الأولى غشت 2008م، الطبعة الثانية فبراير 2011م.
- «الثقافة الرقمية: من تجليات الفجوة الرقمية إلى الأدبية الالكترونية»، عن سلسلة دفاتر الاختلاف، مطبعة سجلماسة، مكناس، الطبعة الأولى، ماي 2011م.
- «النقد الأدبي النسائي والنوع الاجتماعي (الجندر): تمثلات الجسد الأنثوي في الكتابة النسائية»، عن سلسلة دفاتر الاختلاف، مطبعة سجلماسة، مكناس، الطبعة الأولى، يونيو 2011م.
- «جمجمتي..وأنا»، عن سلسلة دفاتر الاختلاف، مطبعة سجلماسة، مكناس، الطبعة الأولى، مارس 2011م.
- «الجسد المؤنث في وجدان الشعر العربي»، سلسلة بيت الأدب المغربي، مطبعة سجلماسة، مكناس، الطبعة الأولى، يناير 2012م.
- «أنماط الوعي التربوي وقضايا التعليم»، سلسلة بيت الأدب المغربي، الطبعة الأولى، مارس 2012م.
- «النقد الجندري: تمثلات الجسد الأنثوي في الكتابة النسائية»، عن دار فضاءات للنشر والتوزيع، في عمان بالأردن عام 2013م.
- «الثفافة الالكترونية مدارات الرقمية: من العلوم الإنسانية إلى الأدبية الالكترونية»، عن دار فضاءات للنشر والتوزيع، في عمان بالأردن عام 2014م.
- «التكنولوجيا الإدارية قيادة التغيير والتخطيط الاستراتيجي، الجزء الأول: قيادة التغيير» (بحث تربوي)، مطبعة سجلماسة، مكناس، الطبعة الأولى دجنبر 2016م، الطبعة الثانية يونيو 2018م.
- «تمفصلات الإنجاح في الإشراف البيداغوجي، مجزوءة التدبير البيداغوجي والنجاح المدرسي»، عن منشورات دفاتر الاختلاف مطبعة سجلماسة، مكناس، الطبعة الأولى 2020م.[2][3][5]